# ماریانا دی مارتینو
ماریانا دی مارتینو (ایتالیایی: Marianna Di Martino؛ ۱۰ سپتامبر ۱۹۸۹) مدل و بازیگر سینما و تلویزیون اهل ایتالیا است.
از فیلم‌ها یا مجموعه‌های تلویزیونی که وی در آن‌ها نقش داشته‌است، می‌توان به مردی از یو.ان.سی.ال.ای. و پدر ماتئو اشاره نمود.